# Tom Browne
Tom Browne (ur. 30 października 1954 w Nowym Jorku) – amerykański trębacz jazzowy, grający również jazz fusion, rhythm and bluesa i funk.
Od 11 roku życia uczył się muzyki, początkowo gry na fortepianie; później jednak zdecydował się na zmianę instrumentu.
Uczył się w New York City's High School of Music and Art oraz w City University of New York (kierunek: fizyka). Inną ważną zmianą była rezygnacja ze studiowanej na początku muzyki poważnej na rzecz odkrytego przez siebie jazzu.
Pierwszy jego publiczny występ jako trębacza miał miejsce w "Village Door", klubie w dzielnicy Queens. W 1975 zagrał swój pierwszy profesjonalny koncert z Weldonem Irvine'em. Następnie grał z Sonnym Fortune'em i Lonnie Smithem. Grając w nowojorskich klubach spotkał i zaprzyjaźnił się z Georgiem Bensonem. Dzięki Earlowi Klughowi, poznał Dave'a Grusina i Larry'ego Rosena z GRP Records. Podpisał umowę i w 1979 zadebiutował na rynku muzycznym instrumentalnym albumem jazz fusion Browne Sugar, który był na szczytach jazzowych list przez kilka tygodni. Dwa następne albumy: Love Approach (1980) i Magic (1981), stały się złotymi płytami, bowiem każdy z nich sprzedał się w ilości ponad pół miliona egzemplarzy. Wydana w 1980 na singlu kompozycja "Funkin' For Jamaica (N.Y.)" (śpiewana przez Toniego Smitha, a promująca drugi album Browne'a Love Approach) przez cztery tygodnie była na szczycie rhythm and bluesowej  listy Billboardu i również została złotą płytą.
Trafiła też do Top 10 w Wielkiej Brytanii.
W tym czasie Billboardowe rankingi przyniosły Browne'owi inne tytuły: Best Instrumentalist-Black Oriented Album  & Singles, Best Jazz Cross-Over, Best-Jazz Artist – Trumpet i Best Jazz Solo Album.
Przed nagraniem Magic Browne przeniósł się już do dużej wytwórni, jaką była Arista Records. Tu nieco zmienił styl, bo "Rockin' Radio" (z albumu o tym samym tytule, wydanym w 1983) to elektro-jazz. W 1984 roku nagrał ostatni album dla Aristy: Tommy Gun, na którym śpiewała Siedah Garrett (producentem był Maurice Starr).
Dodatkiem do sukcesów jego solowych płyt było uczestnictwo w produkcjach wielu znakomitych artystów, którzy zapraszali go na swoje sesje. Występował więc i nagrywał z Wyntonem Marsalisem, Marcusem Millerem, Stanleyem Turrentine'em, Stanleyem Clarkiem, Bobem Jamesem, Loose Ends, Dave'em Grusinem, Joem Sample'em, grał z Fuse One na ich albumie Ice, z Royem Ayersem na płycie In The Dark. Również kiedy już przeniósł się do Malaco Records dużo pracował jako artysta sesyjny.
Pod koniec lat 80. gościł już  na estradach i w studiach tylko okazjonalnie, poświęcił się bowiem swojej drugiej pasji jaką jest lotnictwo. Pracował zawodowo jako pilot.
W 1992 jego występy w Tokio, Londynie i New Yorku zostały dobrze ocenione przez krytyków i publiczność.
Powrócił na rynek muzyczny w 1994 podejmując współpracę z Hip Bop Records. Mo' Jmaica Funk to, nie całkiem jazzowe, spotkanie z dawnymi przyjaciółmi: Marcusem Millerem, Najeem, Tonim Smithem i Bernardem Wrightem oraz m.in. z Michałem Urbaniakiem, który grał na instrumentach klawiszowych i saksofonie altowym oraz był aranżerem kilku utworów.  Kolejny, tym razem jazzowy, album dla Hip Bop Records – Another Shade of Browne został dość wysoko oceniony przez krytyków.
W 2000 r. Browne, wraz z jazzmanem Bobem Baldwinem, ponownie nagrał "Funkin' For Jamaica (NY)" na kompilacyjnym albumie 101 Eastbound. W nagraniu słychać śpiew Toniego Smitha – dokładnie ten sam, co w pierwszej wersji (wykorzystano oryginalną ścieżkę dźwiękową sprzed 20 lat).
Od początku lat 80. związany z Marthą Celeste Browne, która jest jego żoną.

## Dyskografia
- 1979 Browne Sugar (GRP Records)
- 1979 Love Approach (GRP Records)
- 1981 Yours Truly (GRP Records)
- 1981  Magic (Arista Records)
- 1983 Rockin' Radio (Arista)
- 1984  Tommy Gun (Arista)
- 1988  No Longer I (Malaco Records)
- 1994  Mo' Jamaica Funk (Hip Bop Records)
- 1996  Another Shade of Browne (Hip Bop Records)
- 1999 R 'N' Browne (Hip Bop Records)